# 曹石之變
曹石之變，指明英宗南宫复辟后，石亨、曹吉祥因迎复之功而受到宠信，权势日重。石、曹二人相互勾结，图谋叛乱的事件。最后，石亨、曹吉祥等叛乱失败，石亨坐獄瘐死（即病死），曹吉祥被磔刑于市。

## 曹、石勾结
景泰八年（1457年）正月十六日，宦官曹吉祥與大臣石亨、徐有贞等人勾結，趁明景帝病重時，迎明英宗復位，史稱「夺门之变」。
事后英宗论功行赏，对参与“夺门之变”的功臣大加封赏。徐有贞爵封武功伯，官至兵部尚书兼华盖殿大学士，掌文渊阁。石亨本来就总领各军，此时进爵为忠国公，在武将中权势最重。曹吉祥晋升为司礼太监，成为内臣之首，总督三大营。其中，石亨功最高，不但本人进爵，连侄儿石彪也封为定远侯，弟侄家人冒功得官者五十余人，亲朋故旧因而得官的竟达四千余人。石亨叔侄两家养有官员、猛士数万人，将帅一般出自他们门下，京师之人无不侧目而视。太监曹吉祥本是王振的余党，夺门之变後曹吉祥以功升為司禮太監、總督三大營，其嗣子曹钦，侄子曹铉、曹铎、曹等也都被任为都督，执掌兵权，曹钦还被封为昭武伯。曹吉祥门下厮养的冒功当官者多至千人，朝中更有些人趋炎附势，其权势与石亨不相上下，时人并称“曹、石”。
徐有贞、石亨、曹吉祥三人在迎复英宗之举中走到一起，各居要职，就难免争权夺利。徐有贞自认为是进士出身，掌内阁重权，看不起石亨、曹吉祥这些武夫、太监，加上英宗对他格外倾心，便更不把石、曹放在眼中。御史杨瑄弹劾石亨、曹吉祥恃宠擅权，侵占民田。英宗询问徐有贞及李贤是不是有这回事儿，两人都说是的。英宗下诏奖赏杨瑄。英宗对曹、石二人虽姑息不究，但曹、石得知后，对徐有贞痛恨不已，他们日夜计谋，要置徐有贞于死地。英宗常与徐有贞密商国事。曹吉祥便让小太监窃听他们的谈话内容，再由他们故意讲给英宗听，英宗惊讶道：“你们是怎么知道的？”他们说是徐有贞告知的，英宗因此逐渐疏远了徐有贞。恰逢御史张鹏等欲检举弹劾石亨的其他罪行，没有上奏，而给事中王铉泄之石亨、曹吉祥。曹、石便跑到英宗面前哭诉道：“臣等万死一生，迎皇上复位。现在内阁专权，一心要除掉我们，不然，御史们怎么弹劾？”英宗大为心动，遂以“图擅威权，排斥勋旧”的罪名将徐有贞下狱，后罢官谪戍。从此，曹、石更加肆无忌惮。

## 石亨擅权专横
石亨倚仗英宗的宠信，屡次擅权行事。他认为文官提督军务阻碍武将的升迁，奏请英宗罢免各边省巡抚及提督军务等官。这样一来，石亨便军权在握。他一心想干预朝政，每天都入宫进见英宗，即使英宗不召见，他也设法借故入宫。遇事必定要英宗采纳他的意见，十分骄恣专横。久而久之，英宗感到难以忍受了，便对李贤说这件事，李贤回答：“只有独自做决定才可以。”英宗表示同意。一天英宗对李贤说：“阁臣有事，需要皇帝宣召才能进见。他一个武臣，何故频繁进见？”于是下令左顺门，没有皇帝宣召，不得让石亨进见。自此石亨进见的机会少了。
在这之前，英宗曾命工部为石亨营造宅第。完工后，石府富丽堂皇的程度逾越了石亨应享受的规格。英宗登翔凤楼眺望看见了石亨的府第，他问身边的官员，那是谁的宅第？恭顺侯吴瑾故意说错：“此必王府。”英宗说：“不是。”吴瑾说：“不是王府，谁敢如此僭逾？”英宗点点头。
天顺三年（1459年）秋，石彪想出镇大同，他命令亲信千户杨彪等人在英宗面前奏保。英宗觉得有诈，下令收押杨彪等人拷问，石彪的不法行径一一暴露，英宗大怒，逮捕石彪下狱。石亨害怕，主动请罪。英宗安慰之。石亨请求削去他弟弟们和侄儿们的官职，英宗不许。在对石彪抄家时，搜出绣蟒龙衣及违反规定的寝床等诸多不法事。由此，朝臣纷纷弹劾石亨种种罪行，石亨被罢官。天顺四年正月，锦衣卫指挥逯杲上告，说石亨心怀不满，与其兄弟的孙子石后等造谣言，蓄养无赖，阴谋不轨。大臣们都说不可原谅。石亨遂被以谋叛罪下狱，抄家，一个月后，石亨便死于狱中。天顺四年二月，石彪、石后被处以极刑并暴尸街头。
在石亨下獄之時，明英宗問一旁之李賢、吳謹，于謙等人是否真為冤死，李賢立應答是。英宗懊悔殺了于謙等人，遂下令將陷害于謙之一干人等撤職查辦。于謙等人所蒙受之冤屈終獲昭雪。

## 曹吉祥结党谋反
曹吉祥平日就与石亨狼狈为奸，时间长了，英宗觉得曹吉祥奸佞，有点怀疑他。石亨败露后，李贤向英宗言“夺门”得利的并不是英宗，而是那些閹黨，英宗恍然大悟，开始疏远曹吉祥。曹吉祥担心自己也遭到同样的命运，便与曹钦用金钱笼络一些外族党羽。这些外族自知是靠曹吉祥冒功领赏的，一旦曹吉祥倒了，他们也不能幸免，故而都尽力效死。曹钦问其死党冯益：“自古有宦官子弟为天子者乎？”冯益答：“您的老本家，魏武帝曹操，不就是了。”曹钦一听大喜。
天顺五年（1461年）七月，曹钦因为私刑拷打家人曹福来，为言官弹劾。受到英宗谴责，英宗还派了锦衣衛指挥逯杲查办他，降敕遍谕群臣。曹钦害怕地说：“前面降敕逮捕石将军。现在又这样，危险了啊。”曹钦决定孤注一掷，起兵叛乱。这时，恰遇甘州、凉州有边警，英宗命怀宁侯孙镗统率京军西征，尚未出发。曹吉祥使其党掌钦天监太常少卿汤序择是月庚子黎明，乘出师前朝门开启时，由曹钦率亡命之徒拥兵入皇宫，而曹吉祥在宫中以禁军内应。计谋已定，当夜，曹钦摆下酒席让手下痛饮。席间，一个叫马亮的越想越怕，便偷偷地溜出，来到朝房告发。恰巧当晚，孙镗及恭顺侯吴瑾没有回家，俱宿朝房。他们立即草成奏疏，从长安门门缝中投入。英宗接到报告后，立即逮捕曹吉祥，下令禁闭皇城各门及京城九门。曹钦发现马亮走漏消息后，率人直赴逯杲家，杀了逯杲。随即赶到朝房，砍伤了李贤。以杲头示贤曰：“杲刺激我也。”又杀了都御史寇深于西朝房。攻东、西城门不得入，纵火，時吳瑾與從弟吳琮在長安門鎮守。吳瑾率眾力戰而亡。。曹钦攻而不下，只得在京城里往来砍杀官员泄愤。这时，孙镗集合西征军与他们格斗，曹铉、等均被杀死，曹钦被砍伤手臂。天渐渐亮起来，叛众开始逃散。曹钦向外逃，无奈京城九门尽闭，突围不出，只好杀回家中。这时大雨如注，孙镗挥军奋呼而入。曹钦走投无路，投井自尽。杀曹铎，尽屠其家。三天后，曹吉祥被磔刑于市。汤序、冯益及吉祥姻党皆伏诛。马亮以告反者，授与都督。